# Kara śmierci w Michigan
Michigan zniósł karę śmierci jako pierwszy ze stanów amerykańskich, w drugiej połowie lat 40. XIX wieku.
W latach 1683–1836 wykonano w nim 13 wyroków śmierci, z czego tylko jeden po przyjęciu go do Unii (czyli po 26 stycznia 1837 roku), z tym, że ten jedyny wyrok wykonano na podstawie prawa federalnego, poza jurysdykcją stanowych władz. Anthony Chebatoris, bo to o nim mowa, został powieszony 8 lipca 1938 roku za morderstwo.
Jeden wyrok wykonano na kobiecie (Indiance).
Tak więc jako stan nigdy jej na dobrą sprawę nie stosował.
9 osób zostało powieszonych (jedyna oficjalna metoda odbierania życia w majestacie prawa). Dwie rozstrzelane (dwie pierwsze egzekucje), jedna strzaskana pałką oraz jedna stracona metodą niewiadomą.